# Mythicomyia triformis
Mythicomyia triformis är en tvåvingeart som beskrevs av Axel Leonard Melander 1961. Mythicomyia triformis ingår i släktet Mythicomyia och familjen svävflugor. Inga underarter finns listade i Catalogue of Life.